# جمهوری عربی لیبی
جمهوری عربی لیبی جمهوری اعلام شده توسط معمر قذافی هنگام سرنگونی پادشاهی لیبی در آنچه کودتای معمر قذافی شناخته می‌شود بود. این جمهوری یک رژیم دیکتاتوری بود که بعداً با اتحادیه جمهوری‌های عربی ادغام شد.

## تاریخ
تلاش برای کودتا
پس از کودتای سپتامبر، نیروهای آمریکایی بر اساس توافق با رژیم سابق، خروج برنامه‌ریزی شده از پایگاه هوایی ویلوس را آغاز کردند. آخرین نیروی آمریکایی در ۱۱ ژوئن ۱۹۷۰ ترک شد و آن روز یک تعطیلات ملی برای لیبیایی‌ها در نظر گرفته شد. با فروپاشی روابط قذافی با ایالات متحده آمریکا، روابط نزدیک او با اتحاد جماهیر شوروی و چندین کشور دیگر شرقی افزایش یافت. جایی که دولت را در جهان عرب بی‌طرف نگه داشت و با کمونیسم در جهان مخالف بود. ارتش لیبی توسط اتحاد جماهیر شوروی مسلح شد.
پس از اعلام جمهوری عربی لیبی، قذافی و همکارانش توافق کردند که تصمیمات انفرادی نگیرند و در تصمیمات خود با هم متحد شوند. با وجود این توافق، او به عنوان رئیس شورای فرماندهی انقلاب مانند یک دیکتاتور عمل کرد.
گسترش کنترل قذافی
از همان ابتدا اعضای شورای انقلاب گفتند که «رژیم منهدم شده» را محاکمه خواهند کرد. بین سال‌های ۱۹۷۱ تا ۱۹۷۲، بیش از ۲۰۰ مقام دولتی سابق، از جمله هفت نخست‌وزیر، چند وزیر دیگر ، پادشاه ادریس و اعضای خانواده سلطنتی در دادگاه خلق لیبی به اتهامات مرتبط با فساد محاکمه شدند. بسیاری از کسانی که شاه ادریس و پیروانش را دوست داشتند در خارج از کشور بودند و غیابی محاکمه شدند. اگرچه بسیاری از مقامات تحت تعقیب قرار گرفتند، اما تبرئه شدند و برخی دیگر به ۱۵ سال زندان و جریمه‌های هنگفت محکوم شدند. پنج نفر که غیابی محاکمه شده بودند به اعدام با چوبه دار محکوم شدند، از جمله پادشاه ادریس. در حالی که ملکه فاطمه و ولیعهد حسن الرضا به ترتیب به سه سال زندان محکوم شدند.
اولین تغییر کابینه در دسامبر اتفاق افتاد، زمانی که احمد سعید حواز، وزیر دفاع، و موسی احمد، وزیر کشور، به اتهام برنامه‌ریزی برای کودتا دستگیر شدند. در کابینه جدید، قذافی سمت خود را به عنوان رئیس شورای فرماندهی انقلاب حفظ کرد و نخست‌وزیر و فرمانده عالی نیروهای مسلح شد. در حالی که سرگرد عبدالسلام جلود مرد دوم جمهوری پس از قذافی شد، معاون نخست‌وزیر و وزیر کشور شد و سروان ابوبکر یونس وزیر دفاع شد. شورای انقلاب. دومین تلاش برای کودتا در ژوئیه ۱۹۷۰ رخ داد، زمانی که عبدالله عبید السنوسی و احمد السنوسی، پسرعموهای پادشاه ادریس، به سازماندهی کودتا متهم شدند. پس از خنثی شدن توطئه کودتا، افسران آزاد برای اولین بار از زمان اعلام جمهوری، اکثریت را در میان وزرای جدید تشکیل دادند.

پرچمی که از سال ۱۹۷۲ توسط کشورهای تشکیل دهنده اتحاد جماهیر عربی استفاده می‌شود.

در سال ۱۹۷۱، جنبش افسران آزاد نام خود را به اتحادیه عرب سوسیالیست تغییر داد و به تنها حزب قانونی در کشور تبدیل شد. هدف این حزب افزایش «درجه آگاهی سیاسی» بود. اتحادیه‌های کارگری با حزب ادغام شدند و اعتصابات ممنوع شد. از سال ۱۹۷۲ رسماً مطبوعات را زیر نظر داشت و عامل انقلاب شد. در حالی که ایتالیایی‌ها و بقیه جامعه یهودی لیبی اخراج شدند و اموال آنها در اکتبر ۱۹۷۰ مصادره شد.
در سال ۱۹۷۲، لیبی با مصر و سوریه به اتحاد جماهیر عربی پیوست، اما اتحادیه مورد نظر موفقیت مورد نظر را نداشت و عملاً پس از سال ۱۹۷۳ خاموش بود.
قذافی همچنان در مبارزه با نیروهای شیطانی، صهیونیسم و امپریالیسم غوطه ور شد و سیاست خود را به سمت بیرون چرخاند. در نتیجه، وظایف اداری معمولی به عبدالسلام جلود داده شد که در سال ۱۹۷۲ نخست‌وزیر شد و متعاقباً تمام وظایف داخلی قذافی را بر عهده گرفت. با وجود این، قذافی همچنان فرمانده کل نیروهای مسلح لیبی باقی ماند.
اتحاد با اتحاد جماهیر شوروی
در آن دوره، شورای فرماندهی انقلاب و قذافی خانواده سنوسی و نقش آنها در استقلال لیبی را دست کم گرفتند. شورا و قذافی همچنین به اختلافات قبیله‌ای و منطقه‌ای حمله کردند و آنها را مانعی بر سر راه پیشرفت جامعه و اتحاد اعراب توصیف کردند.
سیاست نفتی
پایگاه اقتصادی لیبی به نفت وابسته است. با این حال، تولید نفت لیبی در مقایسه با کشورهای عربی ناچیز بود. اما از آن به عنوان ابزاری برای توسعه اجتماعی و به عنوان سلاحی علیه اسرائیل استفاده کرد. با این حال، پس از افزایش تولید نفت پس از کودتای ۱۹۶۹، دولت کنترل صنعت نفت را به دست گرفت و از درآمدهای کلان آن بهره‌مند شد. در دسامبر، دولت لیبی صنعت نفت را ملی کرد و در سال ۱۹۷۳ ملی شدن کامل را اعلام کرد.

## تبدیل به یک جماهیری (۱۹۷۷–۱۹۸۳)

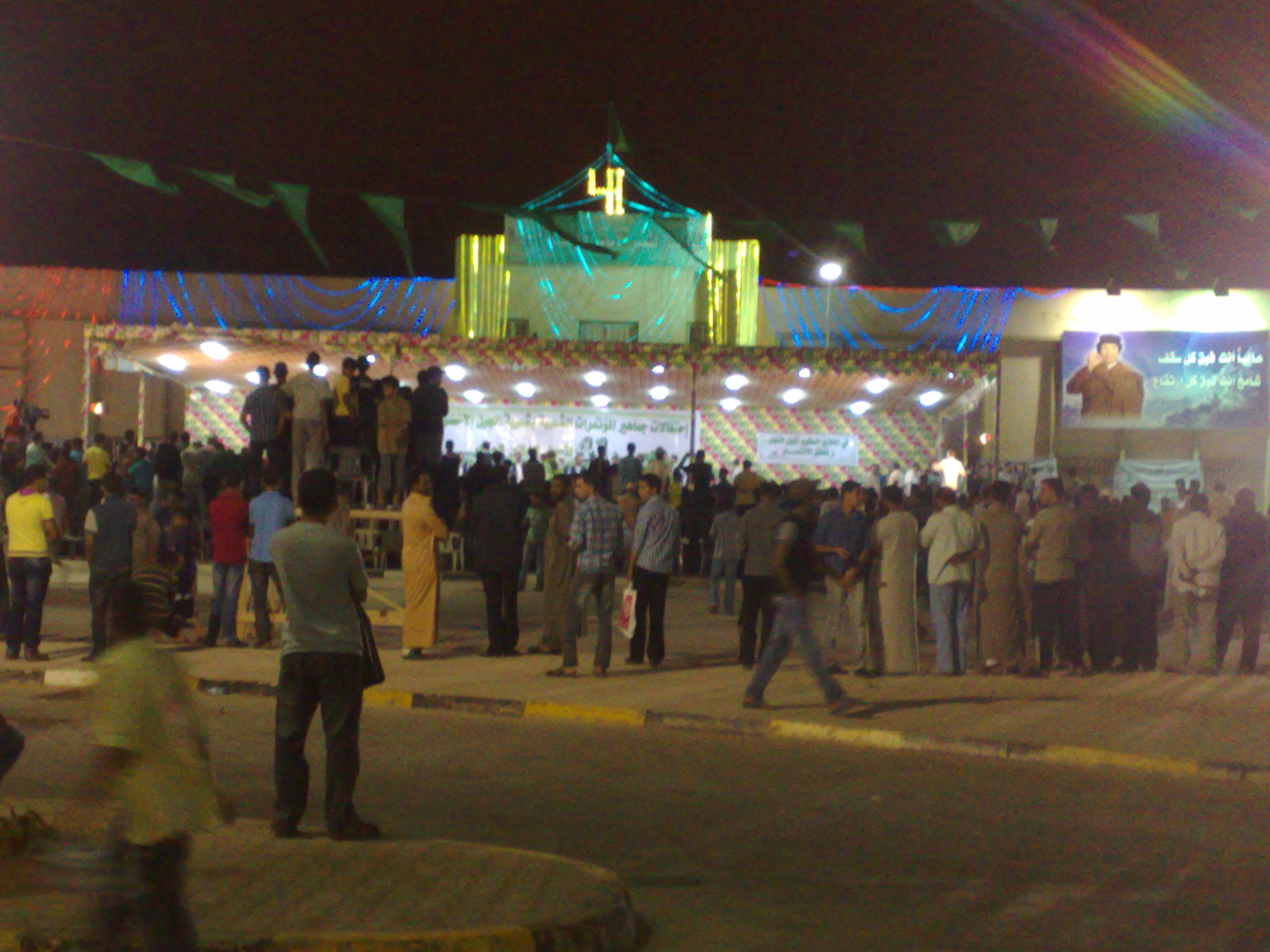
عکسی که در شهر البیضاء لیبی در سال ۲۰۱۰ گرفته شده‌است و جشن‌های جشن فاتح در سپتامبر را نشان می‌دهد.

در سال ۱۹۷۳، فراخوان ایدئولوژیک قذافی برای یک انقلاب فرهنگی و مردمی «به منظور بازسازی جامعه لیبی» شروع به اجرا کرد.
این انقلاب که قذافی خواستار آن شد، برای رهایی از ناکارآمدی بوروکراتیک، فقدان منافع عمومی و مشکلات هماهنگی سیاسی ملی طراحی شد. قذافی در تلاش برای القای انقلاب در قلب شهروندان، خواستار ورود به سیاست، به چالش کشیدن اقتدار سنتی شد و «کمیته مردمی» را تأسیس کرد. این کمیته‌ها در سراسر لیبی گسترش یافتند و شروع به اداره مناطق در این کشور کردند.